# Association française d'économie politique
Pour les articles homonymes, voir AFEP.
L'Association française d'économie politique (AFEP) est une société savante française d'économie, créée en 2009, qui prône la pluralité des approches en économie. L'AFEP regroupe les économistes dits hétérodoxes qui ne se retrouvent pas dans l'Association française de science économique (AFSE), jugée non-pluraliste.

## Objectifs
En 2015 l'AFEP réunit 600 docteurs en sciences sociales dont 90% sont des économistes, majoritairement venus de l'université mais aussi du CNRS et d'autres institutions.
Après son congrès de 2010 l'AFEP a défendu l'idée de créer une nouvelle section du Conseil National des Universités (CNU), distincte de la section 05 (orthodoxe), afin de faire vivre en France le pluralisme des points de vue en économie. Cette nouvelle section appelée Économie et société possède la vocation d'accueillir tous ceux qui recherchent, travaillent, enseignent, publient dans le domaine de l'économie et qui se reconnaissent dans son projet pluraliste. Et ce de façon trans-inter-disciplinaire, philosophes, anthropologues, sociologues, historiens, géographes et géopoliticiens, juristes et épistémologues inclus.
Au congrès international de 2013, 650 participants venus de 49 pays sont réunis autour de deux organisations scientifiques internationales : L’économie politique, science sociale et/ou outil de politique économique ?

## Présidents
| Portrait                                                                  | Identité                            | Période | Période | Durée |
| Portrait                                                                  | Identité                            | Début   | Fin     | Durée |
| ------------------------------------------------------------------------- | ----------------------------------- | ------- | ------- | ----- |
| Pas de portrait sous licence libre disponible pour André Orléan.          | André Orléan (né en 1950)           | 2009    | 2016    | 7 ans |
| Pas de portrait sous licence libre disponible pour Florence Jany-Catrice. | Florence Jany-Catrice (née en 1964) | 2017    | 2022    | 5 ans |
| Pas de portrait sous licence libre disponible pour Agnès Labrousse.       | Agnès Labrousse (d) (née en 1974)   | 2022    |         |       |
| Pas de portrait sous licence libre disponible pour Gaël Plumecocq.        | Gaël Plumecocq (d)                  | 2022    |         |       |

## Critiques
L'AFEP est notamment critiquée par Pierre Cahuc et André Zylberberg dans leur livre Le Négationnisme économique : et comment s'en débarrasser (2016). Les auteurs accusent certains de leurs confrères et quelques groupes de réflexion en particulier les Économistes atterrés et l’Association française d’économie politique (AFEP), d’avoir sombré dans l’obscurantisme en niant sans raison les résultats de travaux publiés dans les revues scientifiques.